# Gosh
GOSH® (Gosh Copenhagen) er et dansk kosmetikfirma, som sælger varer i form af sminke, bad- og kropprodukter samt deodoranter og dufte. Virksomheden er familieejet.

## Historie
Gosh startede med salg af lægemidler tilbage i 1945, men gennem 1950'erne udvidede produktionen sig til toiletartikler, deodoranter og kosmetik. I 1979 blev det første produkt med GOSH®-brand'et introduceret.

## Udbredelse
I øjeblikket bliver der solgt Gosh-produkter i over 65 lande.